# Cinibulkova naučná stezka
Cinibulkova naučná stezka je naučná stezka v okrese Mělník na Kokořínsku. V délce 8,3 km vede přes lesy, skály a skalní města v okolí města Mšena. Poprvé byla otevřena roku 1946, ve své současné podobě roku 2009. Nachází se na ní pět zastavení s informačními tabulemi (Lesy, Geologie, Lesní fauna, Lesní flóra, Historie Mšena). Své jméno nese na počest kokořínského pedagoga, vlastence a propagátora turistiky Josefa Bedřicha Cinibulka.

## Fotogalerie

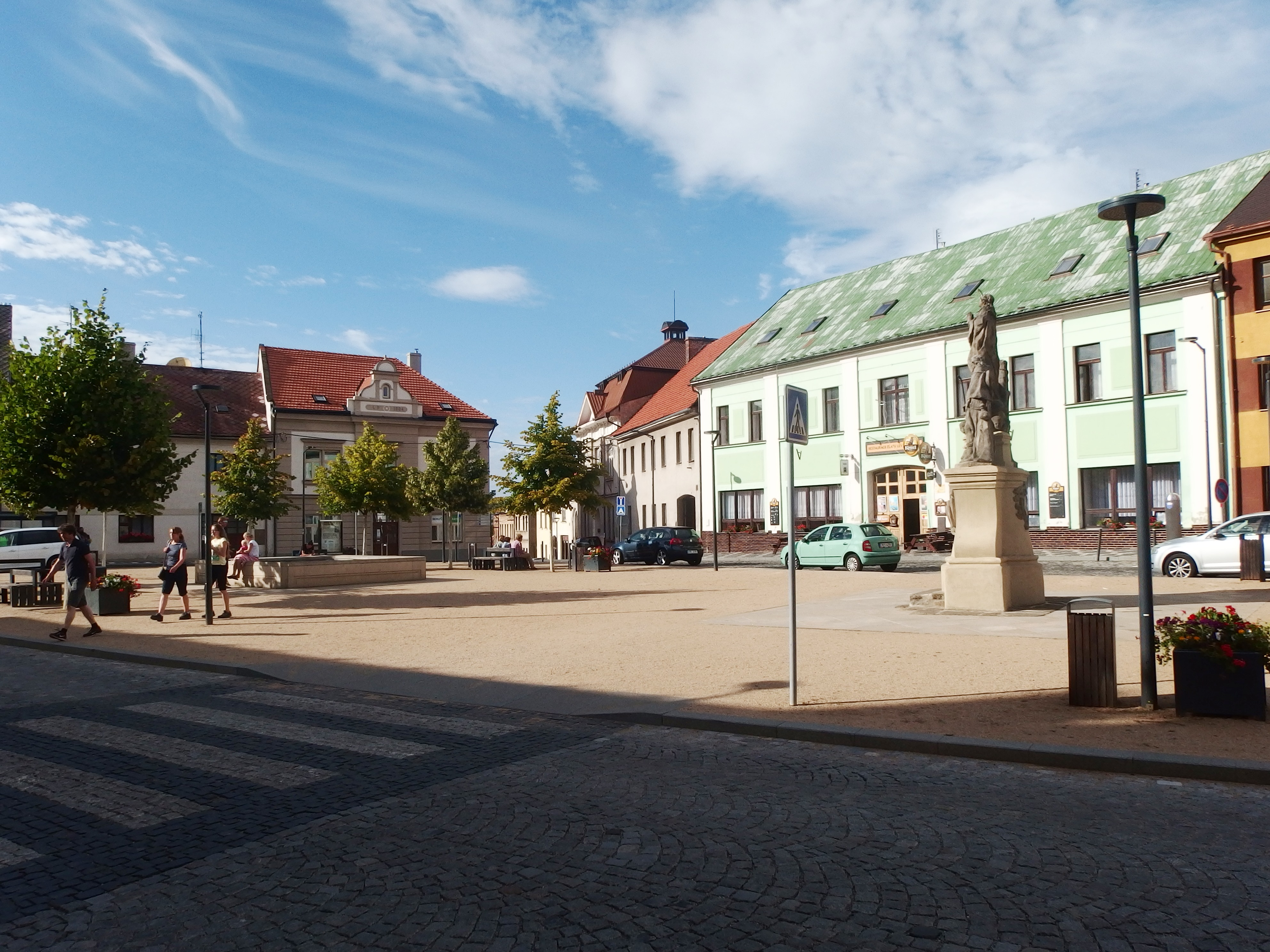
Náměstí Míru ve Mšeně, výchozí bod stezky
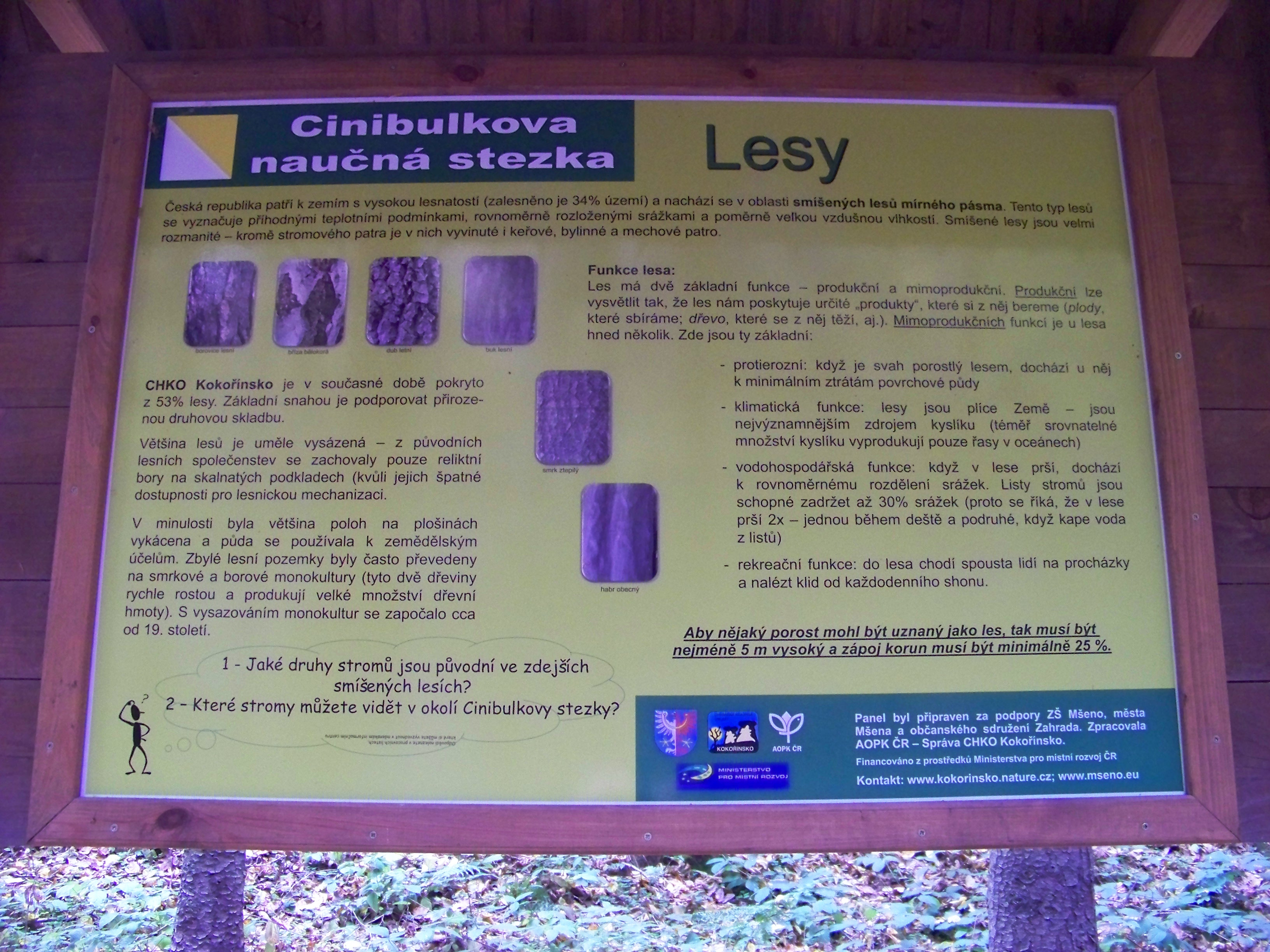
Informační tabule „Lesy“
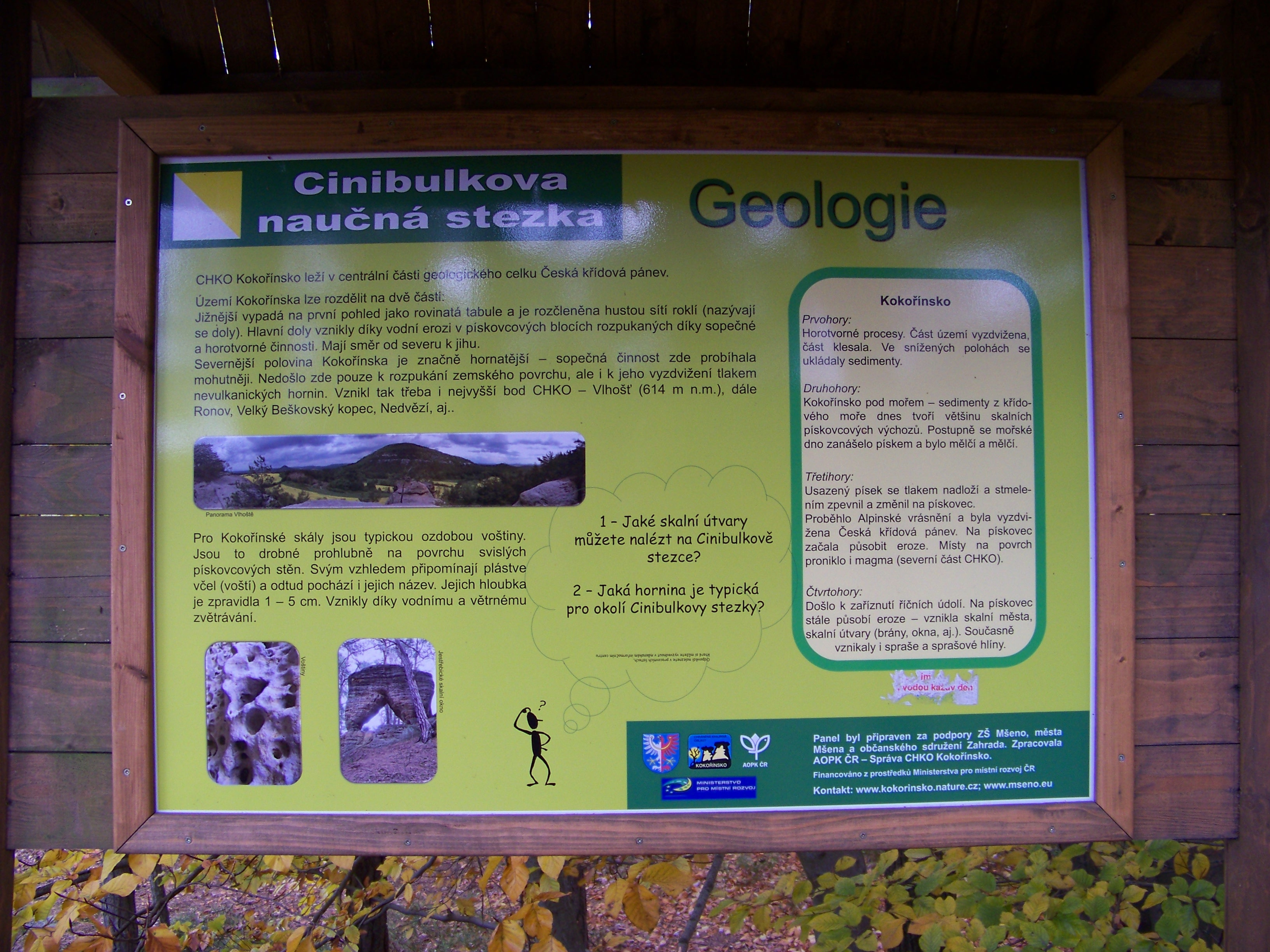
Informační tabule „Geologie“
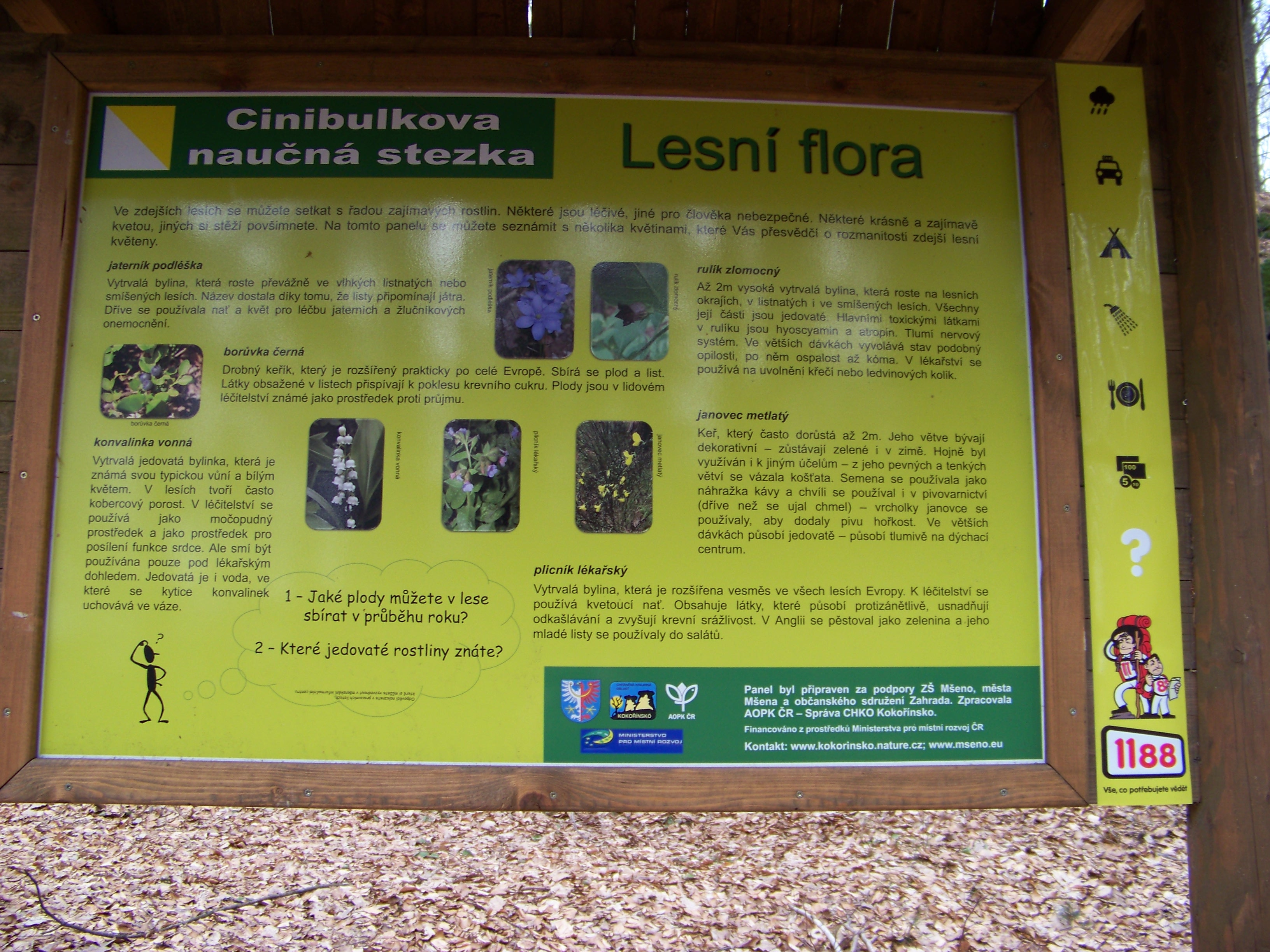
Informační tabule „Lesní flóra“
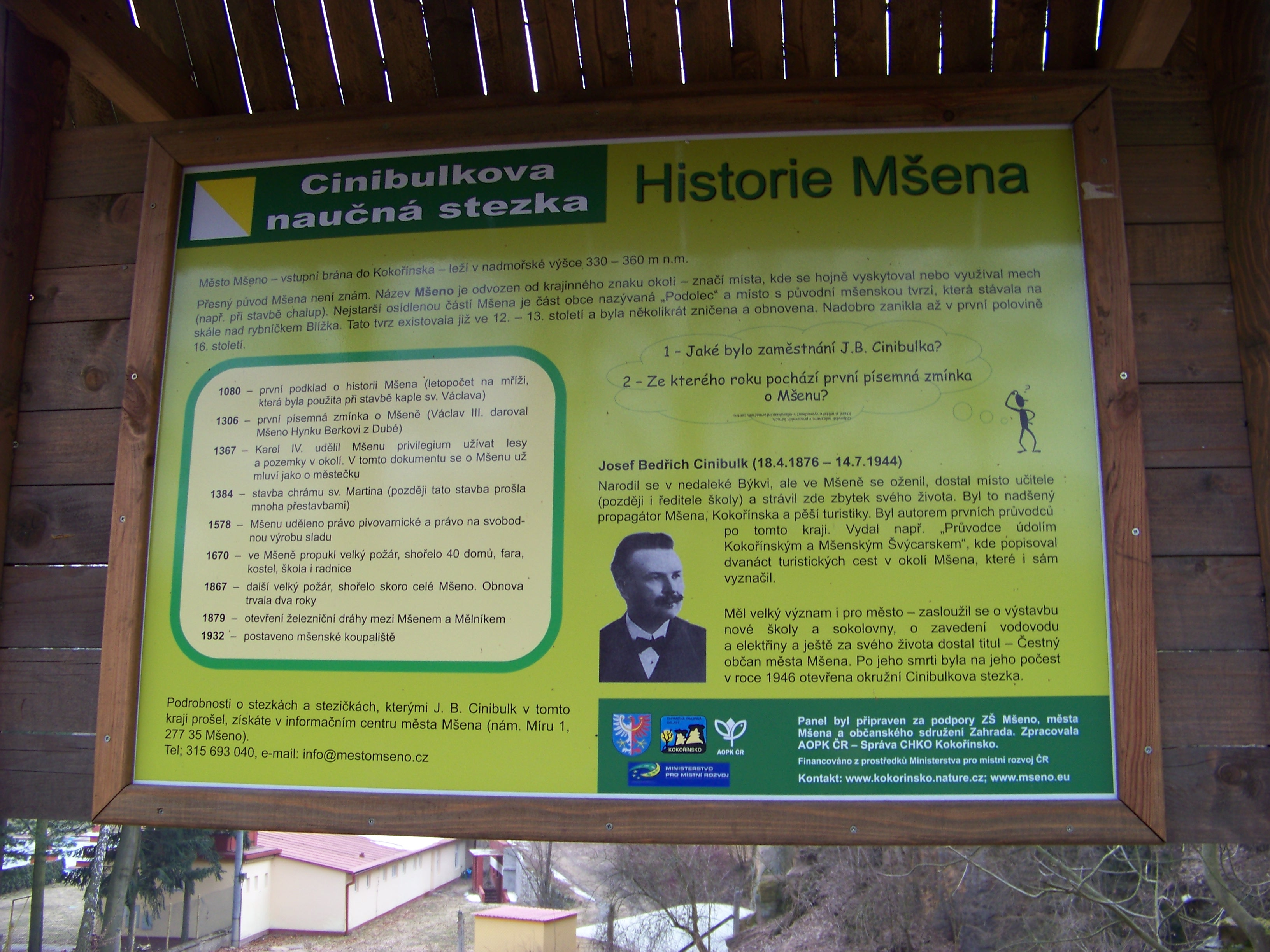
Informační tabule „Historie Mšena“
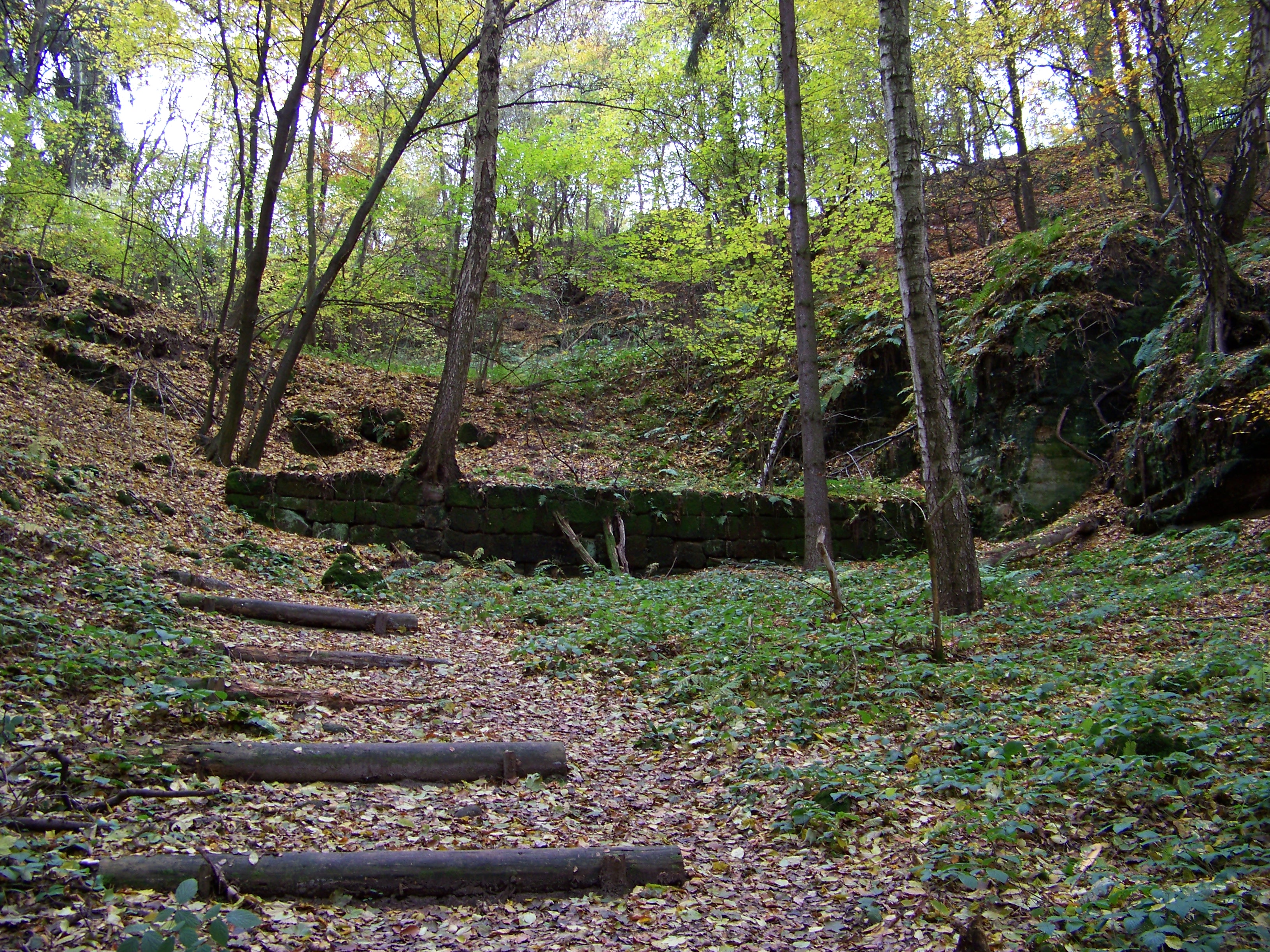
Údolí
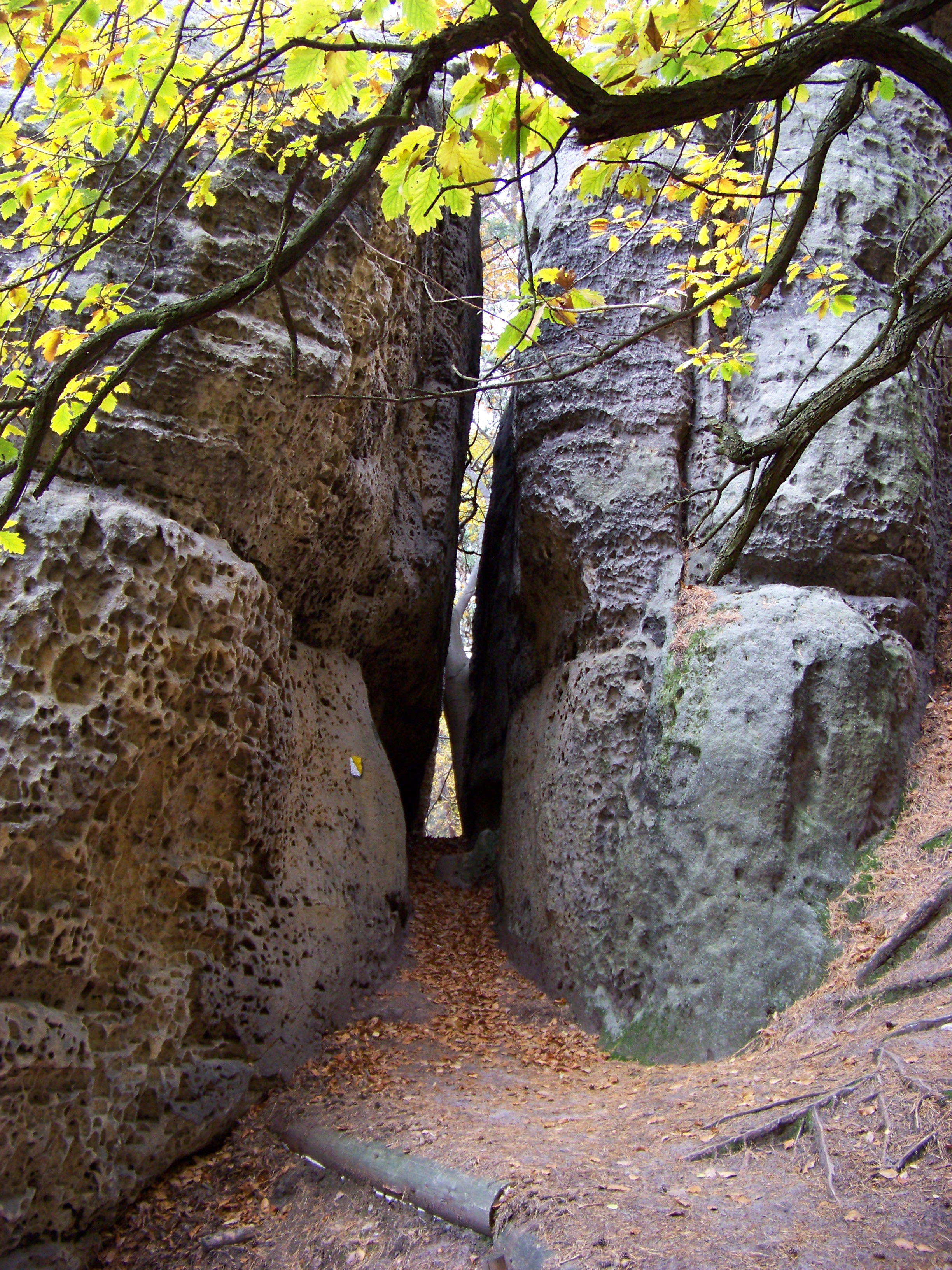
Skalní město
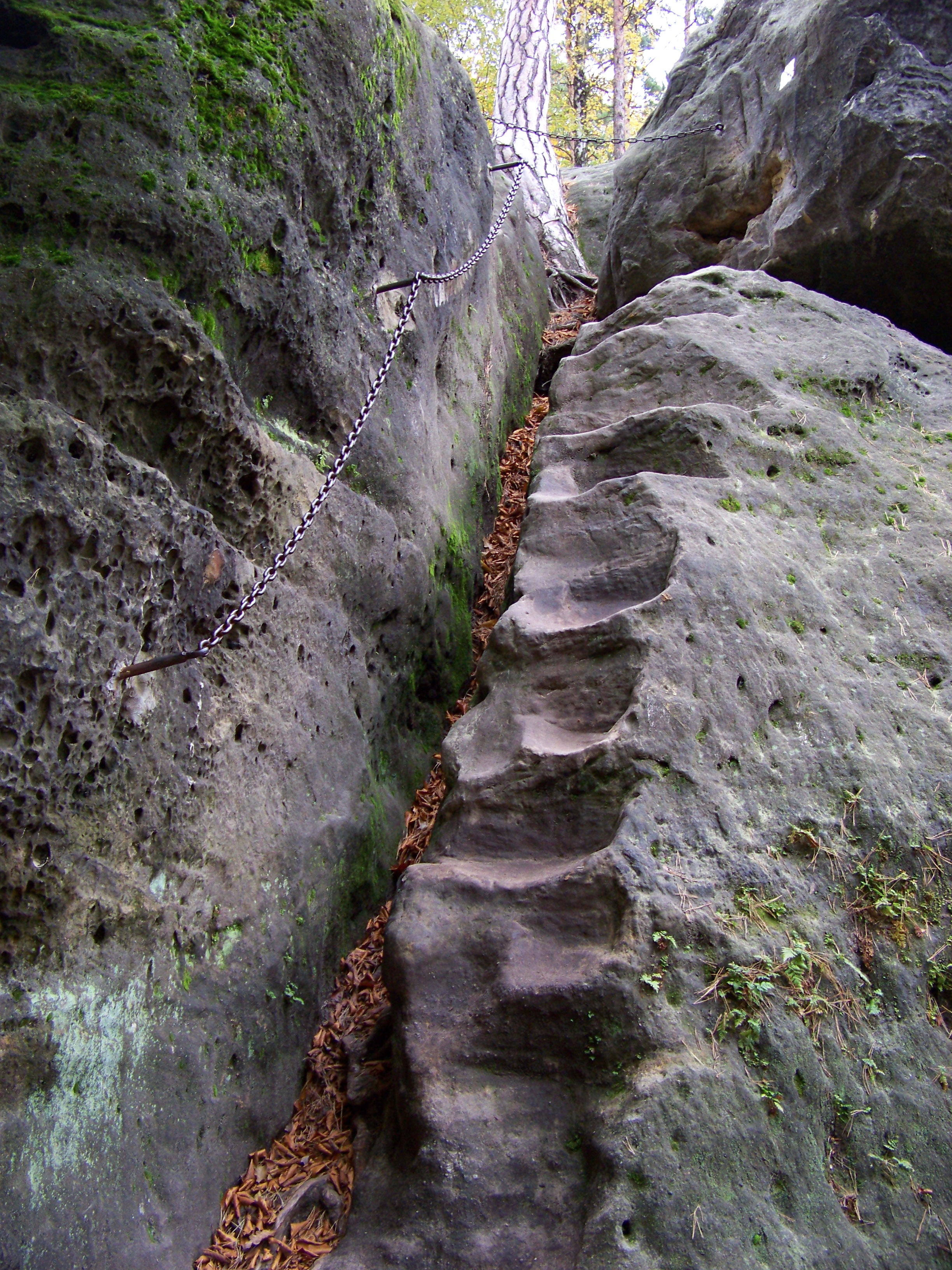
Tesané schody na stezce
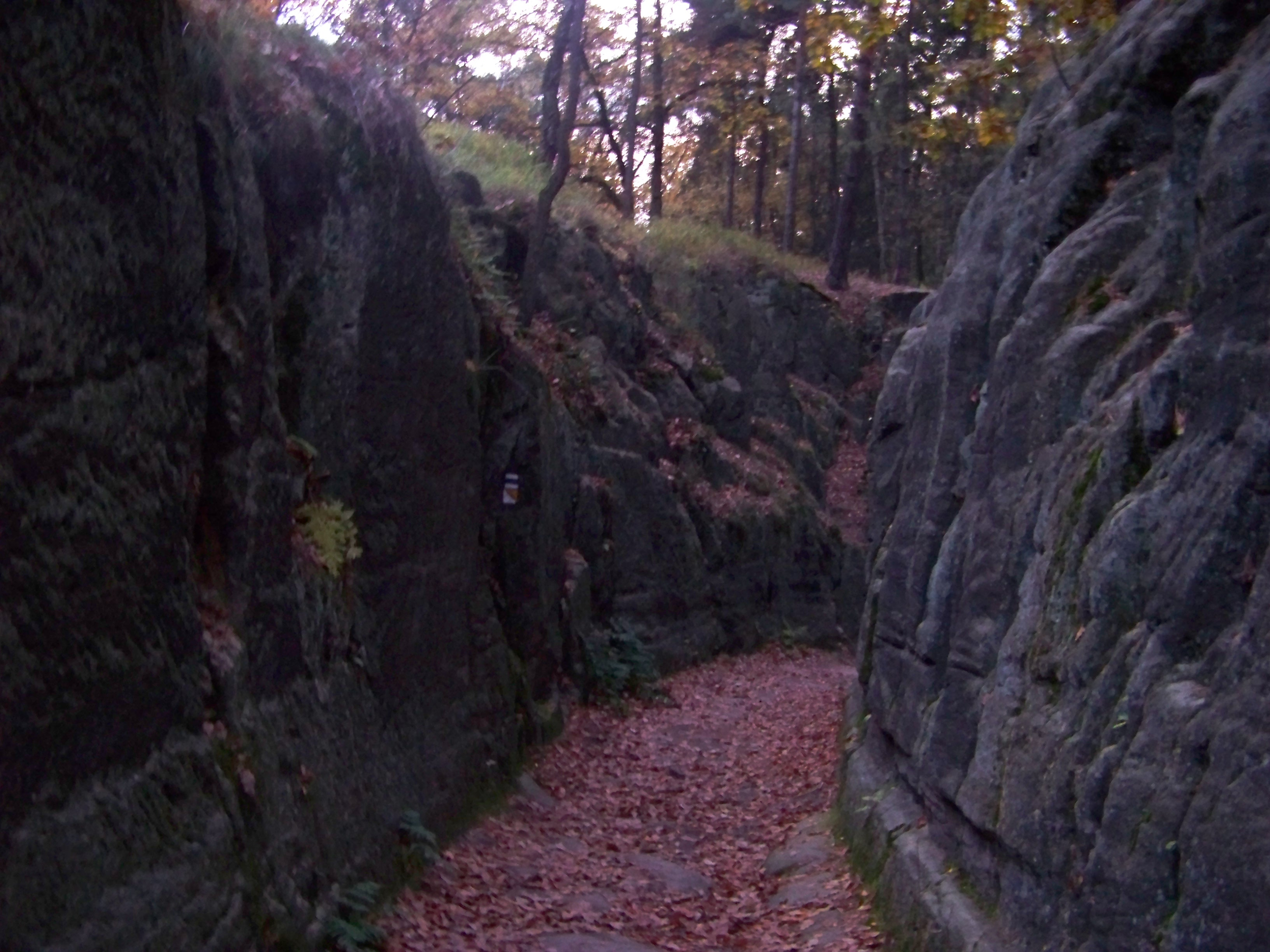
Průsečná skála
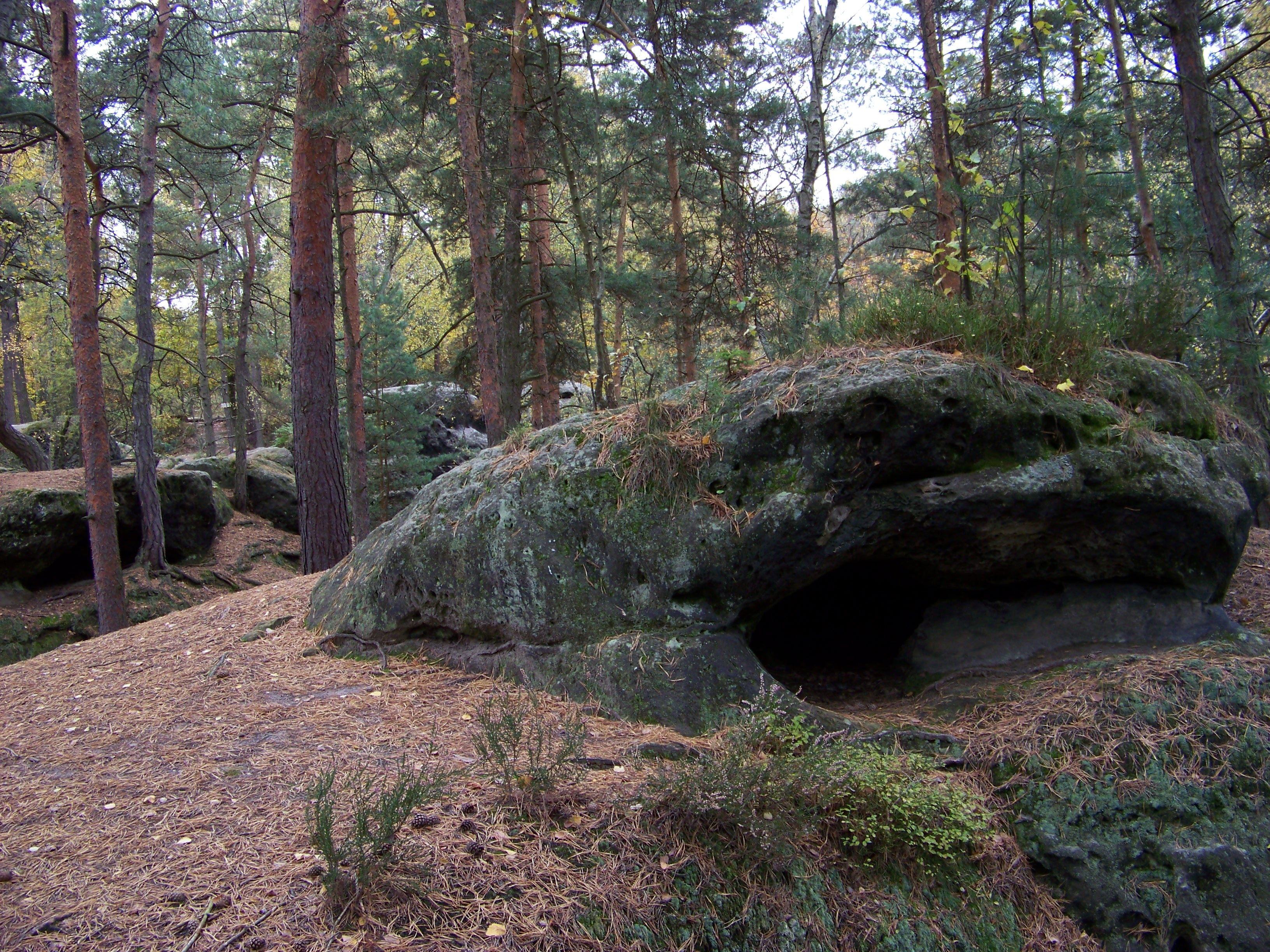
Prolezovačky
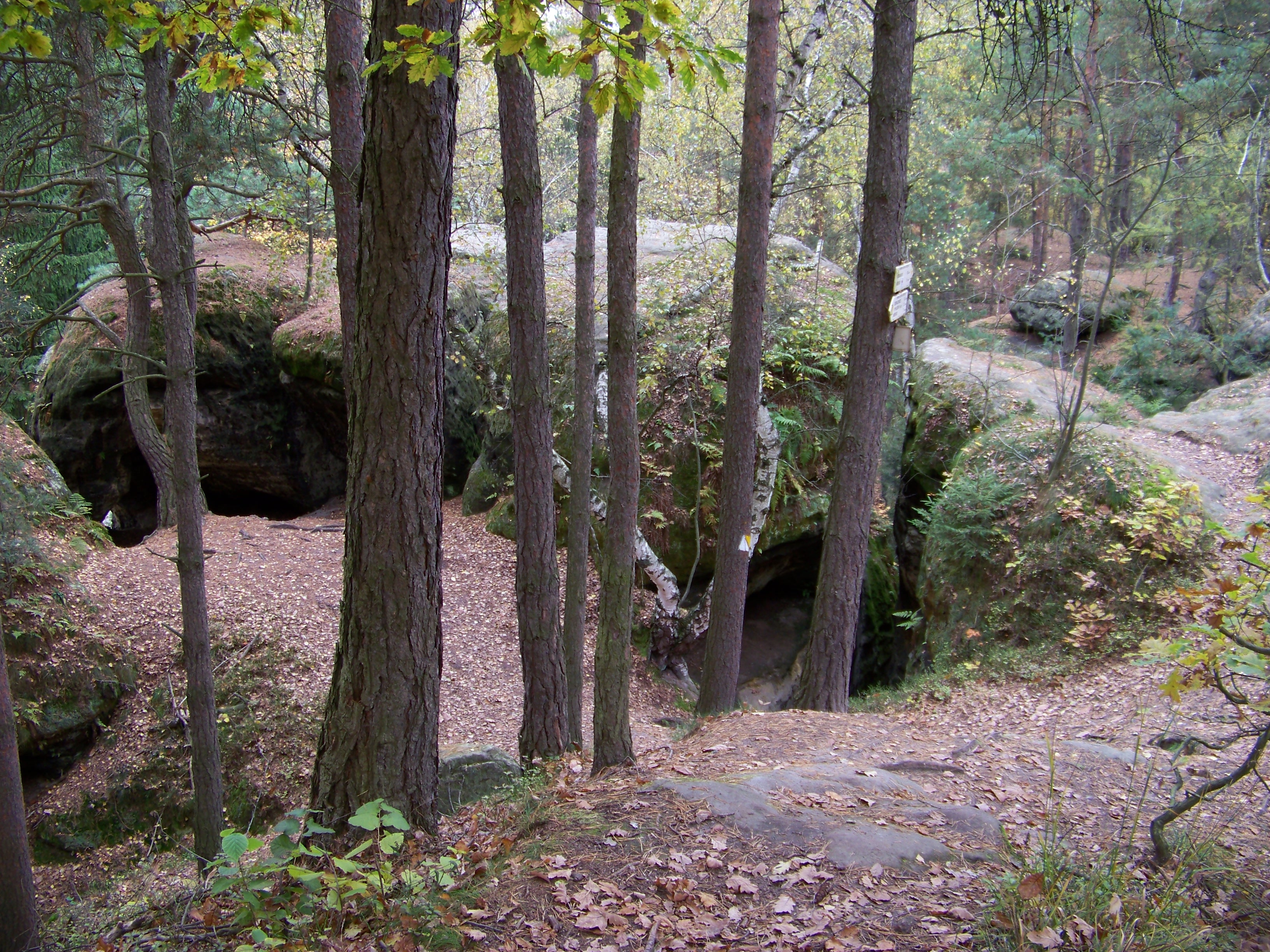
Prolezovačky
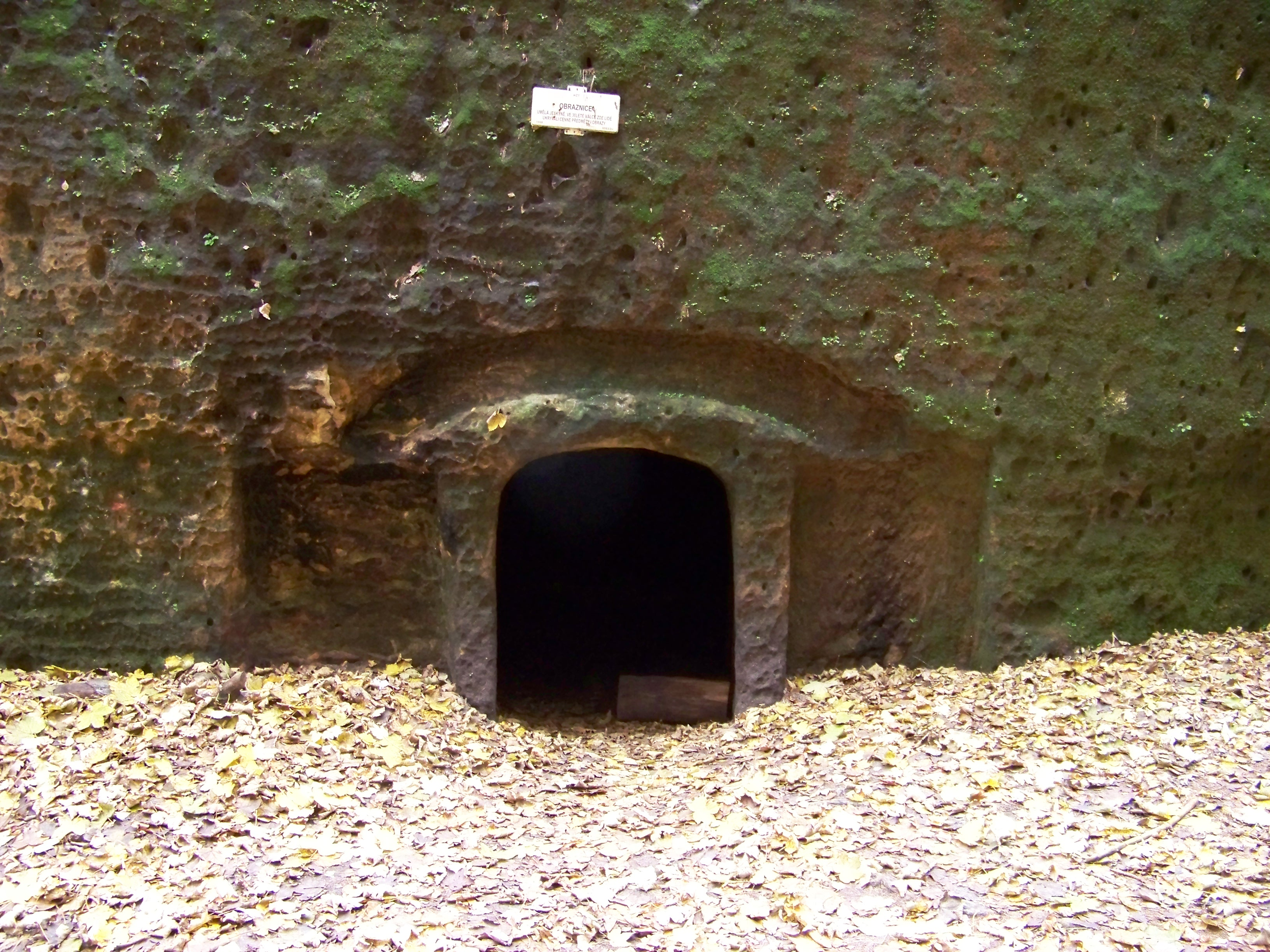
Jeskyně Obraznice
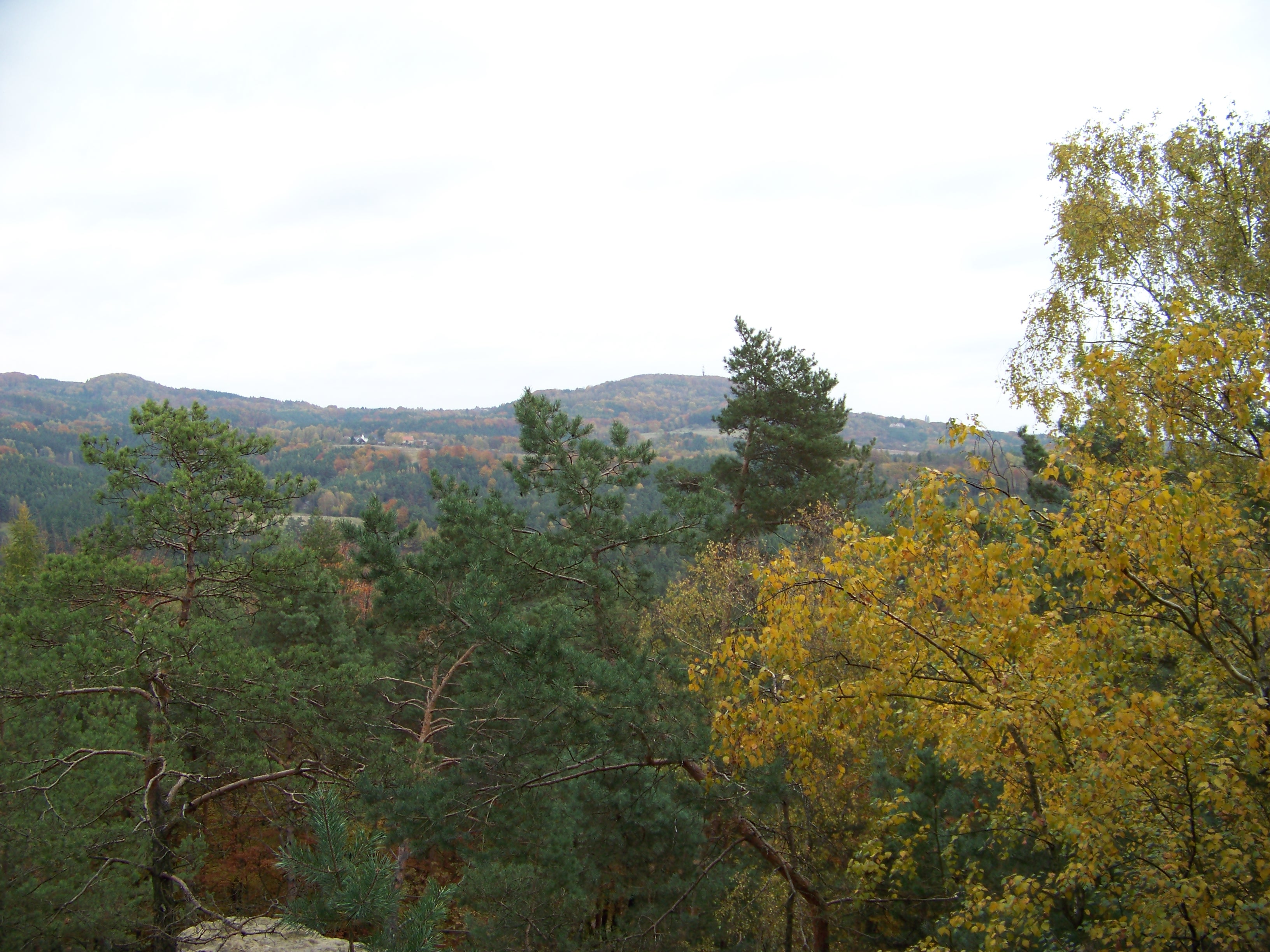
Vyhlídka na Vrátenskou horu